# 屯門裁判法院

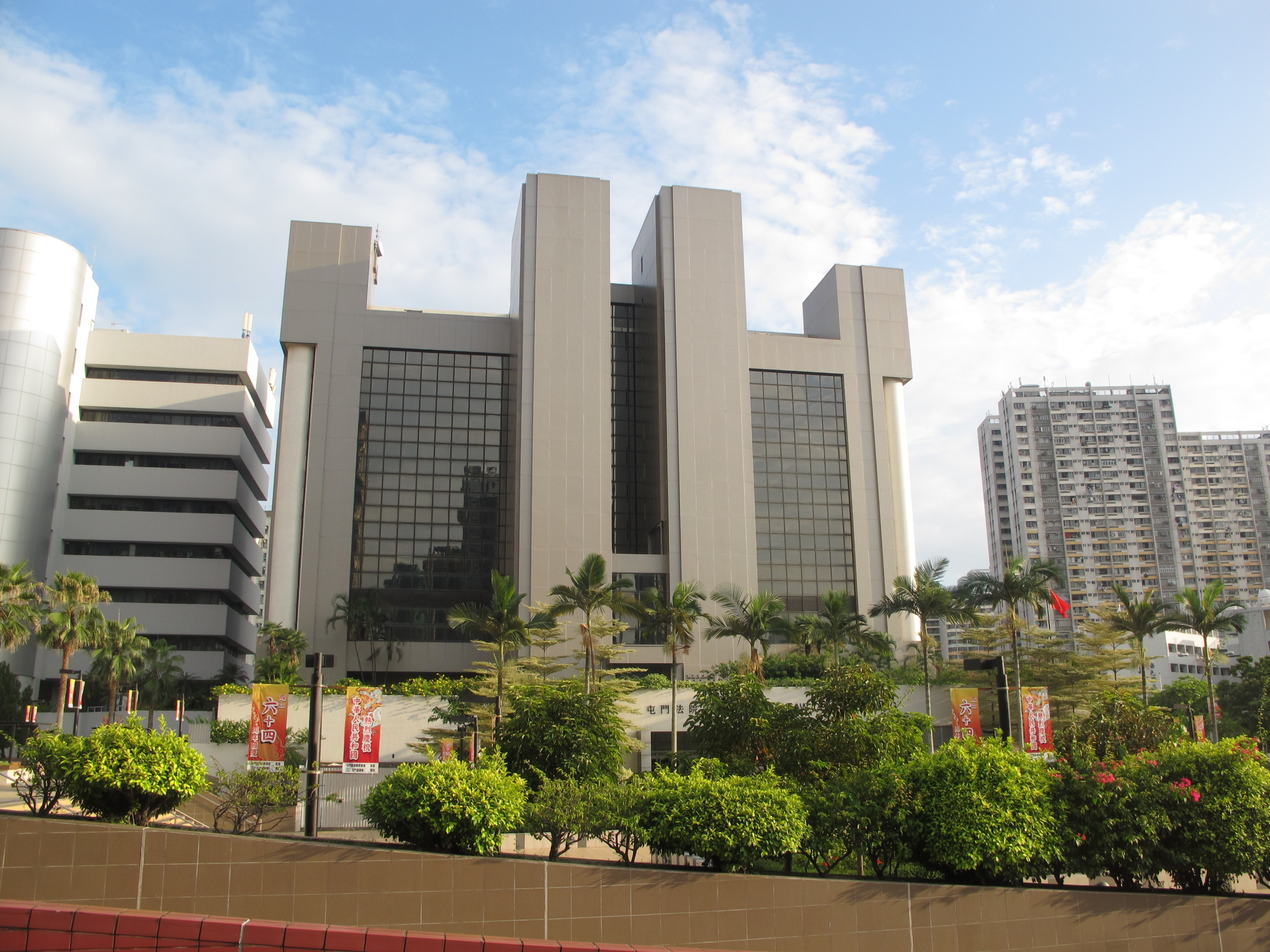
屯門法院大樓的北面外貌

屯門裁判法院（英語：Tuen Mun Magistrates' Courts；案号代码TM）是香港屯門區及元朗區的最初級刑事法院，位於新界屯門屯喜路1號屯門法院大樓內，大樓建於青山灣填海地上，於1987年9月由時任英國大法官夏永善男爵（Michael Havers）和首席按察司羅弼時爵士主持揭幕。

## 圖集

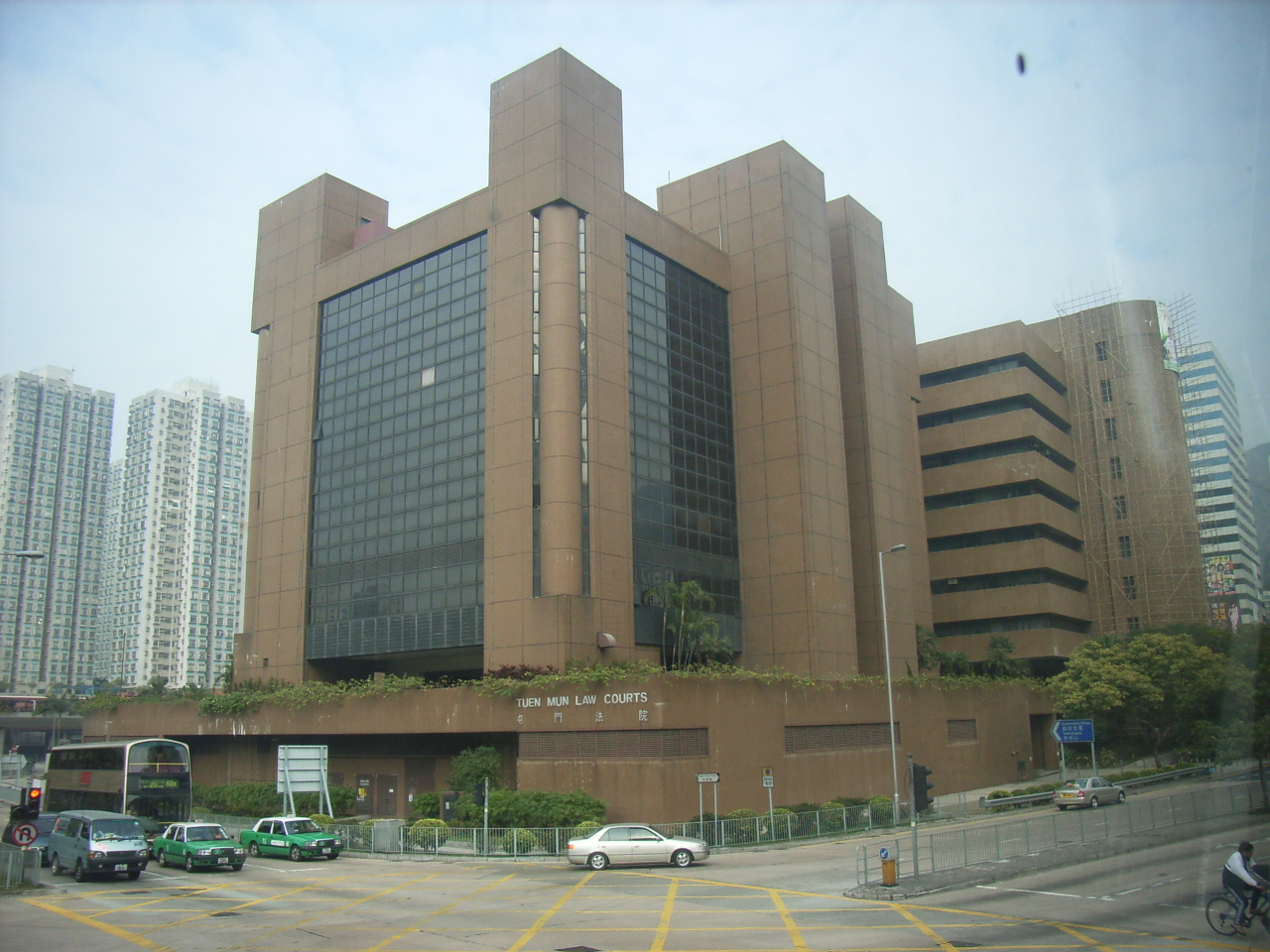
屯門裁判法院
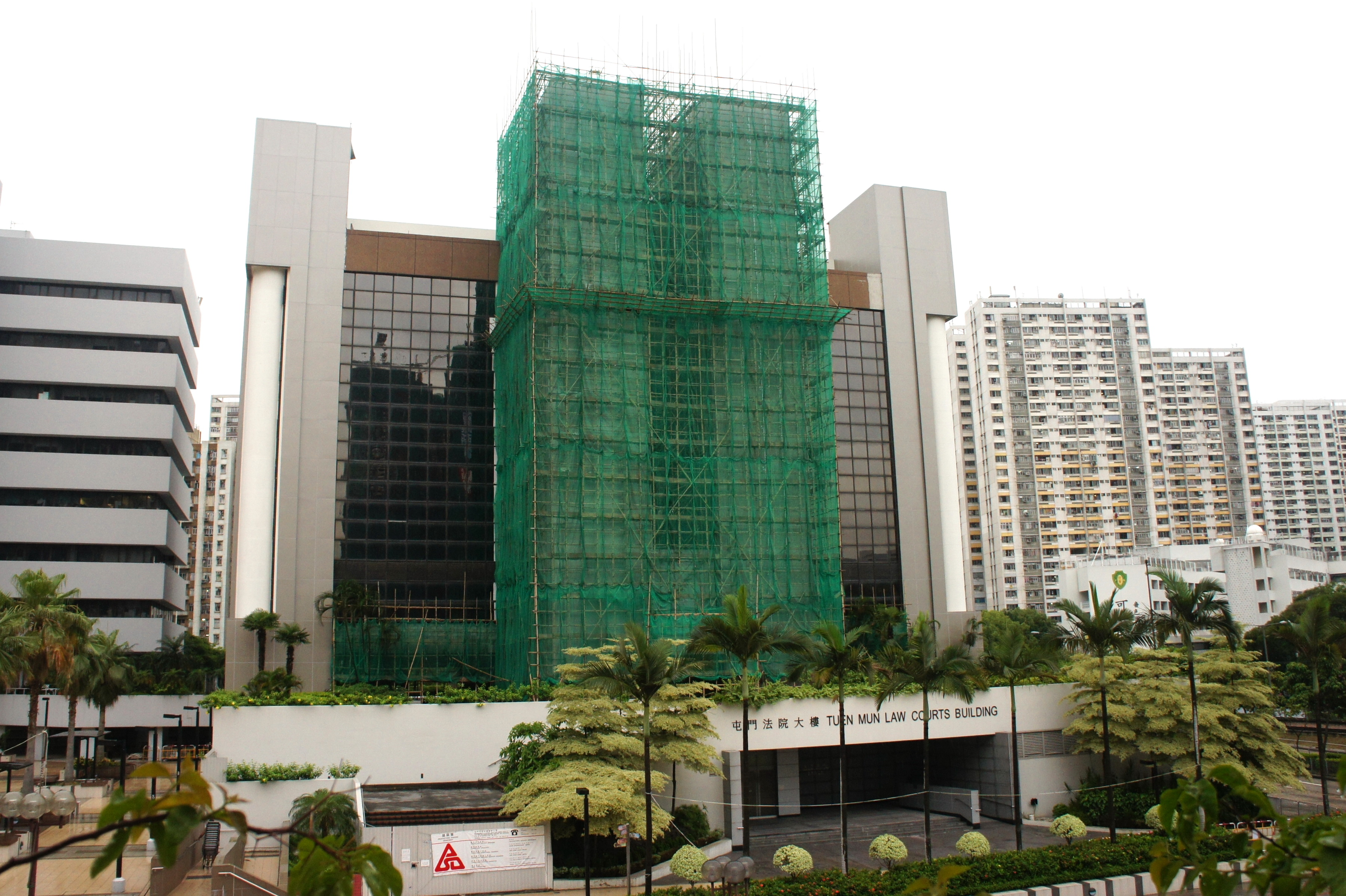
屯門法院大樓的北面外貌，外牆正進行維修工程（攝於2012年5月）

## 軼事
2011年有報章報導屯門法院大樓外牆維修工程破壞了約15至20個小白腰雨燕鳥巢，香港觀鳥會向申訴專員公署投訴，指負責工程的建築署及司法機構涉嫌行政失當。

## 資料來源
1. ↑  . 大公報. 1987-09-25.
2. ↑  . 蘋果日報. 2011-08-24  [2012-05-21]. （原始内容存档于2015-08-11）.
3. ↑  . 東方日報. 2011-08-23  [2012-05-21]. （原始内容存档于2015-08-10）.

## 外部連結
- 香港裁判法院